# Sinsheim (Elsenz) Hauptbahnhof
Sinsheim (Elsenz) Hauptbahnhof vasútállomás Németországban, Sinsheim városában.

## Vasútvonalak
Az állomást az alábbi vasútvonalak érintik:
- Elsenztalbahn

## Kapcsolódó állomások
A vasútállomáshoz az alábbi állomások vannak a legközelebb:
- Hoffenheim station
- Steinsfurt
- Sinsheim Museum/Arena (Heilbronn Hbf/Willy-Brandt-Platz, S 42)